# حصار كاندية
حصار كاندية كان الصراع العسكري الذي حاصرت القوات العثمانية مدينة تحت حكم البندقية وكانت المنتصرة في نهاية المطاف. استمر من 1648-1669، كان أطول حصار في التاريخ.

## الخلفية
في القرن 17، سلطة جمهورية البندقية علي البحر الأبيض المتوسط بدأت تنحسر، وبالمقابل القوة العثمانية بدأت تزيد، يعتقد جمهورية البندقية أن العثمانيين قد يستخدمون أي عذر لمتابعة المزيد من الأعمال العدائية.
في 1644، فرسان مالطا هاجموا قافلة عثمانية في طريقها من الإسكندرية إلى القسطنطينية. هبطوا في كاندية مع المسروقات، التي شملت جزءا من حريم السلطان أثناء العودة من الحج إلى مكة المكرمة.
ردا على ذلك، نزل 60,000 من القوات العثمانية بقيادة يوسف باشا على جزيرة كريت واحتلت خانية وريثيمنو كل من هذه المدن استغرق شهرين لفتحها ما بين 1645 و 1648، العثمانيين احتلوا بقية الجزيرة وعلى استعداد لاخذ العاصمة كاندية.

## الحصار

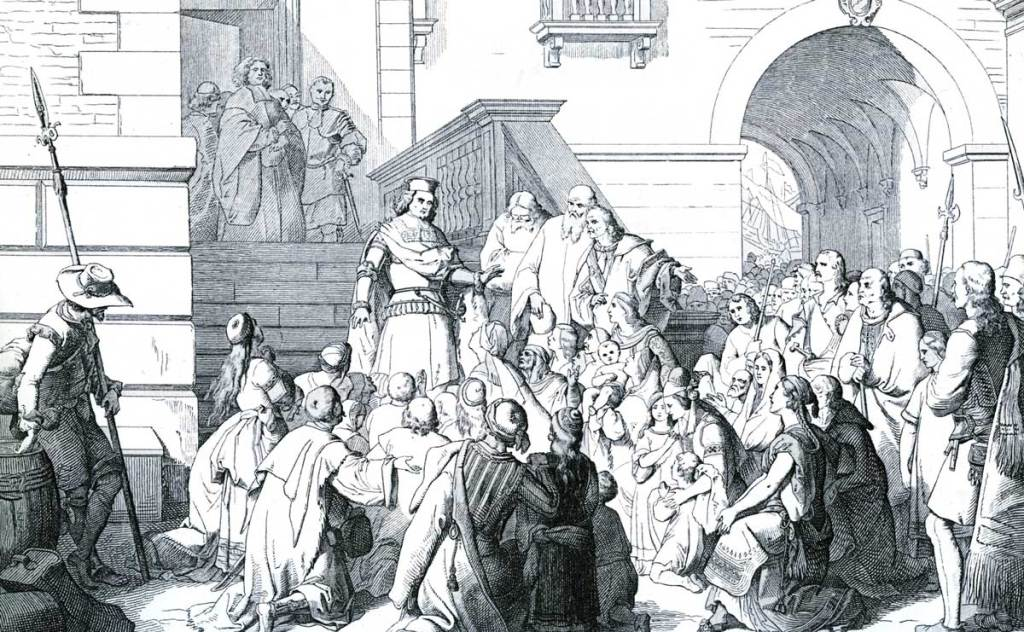
كاندية وتحصيناتها، 1651

بدأ حصار كاندية في مايو 1648. قضى العثمانيون ثلاثة أشهر لفرض الحصار على المدينة، بقطع إمدادات المياه، وتعطيل الممرات البحرية البندقية إلى المدينة. على مدى السنوات ال 16 المقبلة، وقاموا بقصف المدينة دون تأثير يذكر.
البنادقة بدورهم سعوا لحصار الدردنيل العثمانية لمنع إمداد قوات الحملة العثمانية في جزيرة كريت. أدى هذا الجهد إلى سلسلة من المنازعات البحرية، في 21 يونيو 1655 و26 أغسطس 1656، كانت البندقية المنتصرة على الرغم من أن قائد البندقية لورنزو مارسيلو قتل في الاشتباك الأخير.
ولكن خلال الفترة من 17-19 يوليو 1657، القوات البحرية العثمانية هزمت بكفائة البنادقة وقائد البندقية لاتارو موتينيجو قتل بسقوط الصاري.
تلقت جمهورية البندقية المزيد من المساعدات من الدول الأوروبية الغربية الأخرى بعد 7 نوفمبر 1659 صلح البرانس والسلام المترتب عليه بين فرنسا وإسبانيا، ومع ذلك معاهدة فسفار (أغسطس 1664) سمحت لإمكانية قوات العثمانية إضافية للقتال ضد البنادقة في كاندية.
وفي عام 1666، فشلت محاولة البندقية لاستعادة خانية.في العام التالي، العقيد أندريا بروزي (وهو مهندس عسكري بجمهورية البندقية)، انشق إلى العثمانيين وقدم لهم معلومات عن نقاط الضعف في تحصينات كاندية. في 24 يوليو 1669 الحملة الفرنسية البر-بحرية بقيادة «موسينيجو» لم تفشل فقط في رفع الحصار، ولكنها أيضا خسرت السفينة الفرنسية الحربية المسلحة بالأسطول «تيريز» ذات ال900 طن سفينة مع 58 مدافع، بانفجار عرضي، هذه الكارثة المزدوجة كانت مدمرة للمعنويات المدافعين عن المدينة.
كما يبدو أن فرنسا اتعظت من فشل جهودهم في الإغاثة وفقدان تلك السفينة الحربية القيمة جدا وقررت التخلي عن كاندية في أغسطس 1669 تاركةً الكابتن فرانسيسكو موروسيني قائد القوات البندقية مع فقط 3600 من رجال ولوازم ضئيلة للدفاع عن القلعة. ومن ثم فقد قبل الشروط واستسلم لأحمد كوبرولو الصدر الأعظم للدولة العثمانية في 27 سبتمبر 1669. ورغم أن استسلامه كان دون أخذ إذن به من مجلس شيوخ البندقية الذي جعل موروسيني شخصية مثيرة للجدل في البندقية لعدة سنوات بعد ذلك.
كجزء من شروط الاستسلام، سمح لجميع المسيحيين مغادرة كانديا مع كل ما يمكن أن يحمل، في حين احتفظت البندقية بحيازة جزر جرانفوسا وسودا وسبينالونجا والجزر المحصنة التي حفظت كمرافئ طبيعية حيث السفن البندقية يمكن أن تتوقف أثناء رحلاتهم إلى شرق البحر المتوسط. بعد سقوط كانديا، والبنادقة عوضوا بعض الشيء هزيمتهم من خلال توسيع ملكيتهم في دلماطيا.
ويقال أنه عندما وصلت أنباء سقوط كانديا إلى البابا كليمنت التاسع في أكتوبر انه على الفور شعر بالمرض، وبعد شهرين، توفي.

## المشاركين الآخرين
- فرسان مالطة: حاربوا في حصار كاندية (في جزيرة كريت) في 1668. في الواقع، من خلال مداهمة قافلة العثمانية في طريقها من الإسكندرية إلى القسطنطينية في 1644 والتقاط جماعة من حريم السلطان، فإن ذلك يمكن أن يقال أنه قد عجل الأزمة.
- فرانسوا دوق بوفورت: الذي لقى حتفه هناك.
- فيليب دوق مونتولت-بناك: مارشال لفرانسوس دوق بوفورت.
- فيليب دوق فاندوم: ابن شقيق فرانسوس دوق بوفورت.
- فينتشنزو روسبيجليوسى، أميرال الأسطول وابن شقيق البابا كليمنت التاسع.
- شارل دوق سيفجين

## في الأدب القصصي
حصار كاندية هو جزء مهم من خلفية الرواية التاريخية "An Instance of the Fingerpost"، حيث بطل الرواية الرئيسي هو محارب قديم من البندقية عاصر هذا الحصار وعدة تطورات للقصة تصبح واضحة من خلال ذكريات ماضي كثيرة لأحداث كاندية.